# Linah Mohohlo
Linah Kelebogile Mohohlo (Ramotswa, 13 febbraio 1952 – Gaborone, 1º giugno 2021) è stata una banchiera ed economista botswana.

## Biografia

### Origini e formazione
Nacque a Ramotswa il 13 febbraio del 1952. Completò un diploma in contabilità e affari presso l'Università del Botswana, una laurea in economia presso la George Washington University e un master in finanza e investimenti presso l'Università di Exeter. Inoltre partecipò a un programma di gestione esecutiva presso l'Università Yale.

### Carriera
Linah Mohohlo venne nomitata governatrice della Banca del Botswana dal 1999 al 2016. Lavorò anche per il Fondo Monetario Internazionale.
Oltre ad essere stata membro del consiglio economico e consultivo inaugurale del Botswana, Linah prese parte ai consigli di amministrazione delle principali società in Botswana e all'estero. Fu anche membro della Commissione per l'Africa presieduta dall'ex primo ministro britannico Tony Blair.
La Mohohlo fu anche membro dell'Africa Progress Panel, gruppo di dieci persone che sostengono ai più alti livelli per uno sviluppo equo e sostenibile in Africa.
Nel maggio del 2015, il segretario generale delle Nazioni Unite Ban Ki-moon nominò la Mohohlo membro del Panel di alto livello sul finanziamento umanitario, un'iniziativa volta a preparare raccomandazioni per il Summit umanitario mondiale del 2016. Nel 2021 divenne membro del Consiglio per l'economia della salute per tutti dell'Organizzazione mondiale della sanità, presieduto da Mariana Mazzucato.

### Morte
Morì per complicazioni da COVID-19 all'età di 69 anni il 1º giugno del 2021, a Gaborone.